# Parabezzia spangleri
Parabezzia spangleri är en tvåvingeart som beskrevs av Wirth 1965. Parabezzia spangleri ingår i släktet Parabezzia och familjen svidknott. Inga underarter finns listade i Catalogue of Life.